# Invasie uit het heelal
 Invasie uit het heelal  is een verhaal uit de Belgische stripreeks Piet Pienter en Bert Bibber van Pom.
Het verhaal verscheen voor het eerst in Gazet Van Antwerpen van 7 april 1965 tot 5 augustus 1965 en als nummer 24 in de reeks bij De Vlijt.

## Personages
- Piet Pienter
- Bert Bibber
- Susan
- Professor Kumulus

## Albumversies
Invasie uit het heelal verscheen in 1965 als album 24 bij uitgeverij De Vlijt. In 1998 gaf uitgeverij De Standaard het album opnieuw uit.